# Емма Фергюсон
Емма Фергюсон (англ. Emma Ferguson; нар. 1975, Вондсворт, Лондон) — англійська акторка.

## Життєпис
Емма Фергюсон народилася у Вондсворті (Лондон). Вона подорожувала регулярно з самого раннього віку, проживала в таких країнах, як Гонконг, Німеччина й ОАЕ.
Емма дебютувала в кіно 1999 року, зігравши роль Сандри в телесеріалі «Барбара». Фергюсон зіграла в 16 фільмах і телесеріалах.
З 8 листопада 2009 року Емма одружена з музикантом Марком Овеном, з яким вона зустрічалася п'ять років до їхнього весілля. У подружжя є троє дітей, син і дві доньки — Елвуд Джек Овен (19 серпня 2006), Віллоу Роуз Овен (25 листопада 2008) і Фокс Індія Овен (24 липня 2012).

## Озвучування відеоігор
| Рік  | Назва гри                    | Персонаж |
| ---- | ---------------------------- | -------- |
| 2010 | Castlevania: Lords of Shadow | Клавдія  |